# Acasis exviretata
Acasis exviretata är en fjärilsart som beskrevs av Inoue 1982. Acasis exviretata ingår i släktet Acasis och familjen mätare. Inga underarter finns listade i Catalogue of Life.